# Túlio de Melo
Túlio Vinícius Fróes de Melo, född 31 januari 1985 i Montes Claros, mer känd som Túlio de Melo, är en brasiliansk före detta fotbollsspelare som spelade som anfallare för bland andra Le Mans och Lille.